# Kitty film
株式會社Kitty film，現在公司改名叫株式會社Kitty（日语：株式会社キティ），是日本一家位於東京都世田谷區，主要從事舞台、電影或動畫製作的公司及演藝經紀公司。成立於1982年。

## 概要、沿革
Kitty film公司的前身是多賀英典於1972年以「Kitty music corporation（後來改名成Kitty enterprise）」名義起家而創立的藝能表演團（興行師），由當時寶麗多K.K.（現已併入環球音樂 (日本)）的社員小椋佳和擔任過井上陽水歌曲導演的多賀英典一起成立。從此之後，Kitty film以日本電影的製片公司正式形成。
1995年，Kitty enterprise被石坂敬一率領的寶麗金K.K公司收購，而多賀為了脫離寶麗金集團（後來，Kitty film從寶麗金日本音樂→Kitty MME到環球J、環球Sigma或者是NAYUTAWAVE RECORDS（唱片公司名稱為「Kitty Mercury」）經過多次所屬的變遷），於是成為株式會社Kitty集團的企業軸心。
Kitty film自從成立以來，除了從事電影的製作之外，還有以動畫製作公司的名義投入動畫製作，主要作品有《福星小子》、《美雪、美雪》、《相聚一刻》、《亂馬½》及《銀河英雄傳說》等等，並且在前面所述作品的播出時期曾經成立位於三鷹的動畫工作室。然後從這些被視為從前=5-ACE（中譯五大王牌）動畫的作品和Kitty enterprise中另外還發行過電視錄像（→#歷史）。
在真人電影作品方面，代表作主要有《接近無限透明的藍》、《飛翔的情侶》及《水手服與機關槍 (1981年版)》等等。直到1990年代之前，Kitty film多次起用當時自家經營的事務所所屬藝人永瀨正敏和石原真理（當時藝名真理子）等多位紅極一時的人氣演員。
現在，Kitty film已經從電影與動畫製作的產業，轉型成專門進行歌手培育和經營管理的企業。還有，Kitty film已經賣出動畫製作時代承包製作的《銀河英雄傳說》、《YAWARA！》、《鬼神童子ZENKI》及漫畫家高橋留美子原作改編等作品之版權，因此在該公司的官方網站已經沒有前述的動畫作品之情報，以及新發行的相關商品中不會再顯示Kitty film字樣。
至於在與Kitty film的相關公司中，Kitty lights & entertainment（舊名=5-ACE）目前負責掌管母公司以前製作的日本電影和電視劇的權利管理，及動畫粉絲俱樂部的營運和各動畫作品的權利管理與影碟發貨商。而專門負責音樂出版的經紀公司事業則是由「株式會社Kitty」掌管。

## 歷史

### 從成立到電影製作
1971年在Kitty film創立之前，多賀他為了能將自己的聲音與影像融合後作為以後公司的經營方向，於是在自身第一次參加製作、由東寶配給的電影《第一次的旅行》上映後，開始提攜電視劇產業。直到1979年，完全具備能獨立製作電影的條件後。電影製作公司Kitty film從此正式成立。
1979年由Kitty film第一次獨立製作的真人電影《接近無限透明的藍》上映以前，作家村上龍（《接近無限透明的藍》小說原作者）、日活出身的電影製作人伊地智啓、長谷川和彥及相米慎二、電影導演長谷川和彥、製作人山本又一朗都陸續加入同名電影的製作。緊接著另一部從漫畫改編真人電影《凡爾賽玫瑰》也選在這一年上映。
因為《接近無限透明的藍》和《沒問題 我的朋友》這2部電影都讓Kitty film面臨票房收入虧損而收場的結果。後來，Kitty film承包的動畫《福星小子》雖然一度拯救了該公司的財務危機。不過由於當時寶麗金K.K是Kitty film的母企業，因此寶麗金K.K當時很強烈建議該公司的代表多賀應投入音樂和電影製作試水溫以賺取龐大的收入。卻有外界認為這是讓Kitty film聲譽凋落的原因之一。
作品方面，1980年由柳澤公夫原作的漫畫《飛翔的情侶》改編成真人電影（由相米慎二擔任導演，藥師丸博子主演）上映。從此以後，Kitty film承包過許多漫畫改編真人電影的製作，同時也積極展開動畫的製作。其中，由相米執導、藥師丸主演的另一齣在1981年上映的電影《水手服與機關槍 (1981年版)》就在首週公開之後創下23億日圓的電影票房史上最高銷售紀錄。

### 投入動畫製作
1981年，Kitty film乘勝追擊投入電視動畫《福星小子》的製作獲得成功熱烈迴響，更推出動畫電影的系列。在那以後，《福星小子》原作者高橋留美子的別部漫畫《相聚一刻》、《亂馬½》的動畫製作都被Kitty film承包。不僅如此，該公司還成立了粉絲俱樂部在全國各地展開相關的活動。1986年3月，《福星小子》電視動畫播畢之後，「福星小子粉絲俱樂部」也改名為「Kitty動畫圈」（簡稱KAC）。
但在實質製作上，《福星小子》前半季是由動畫公司Studio Pierrot製作的，然後從後半季開始，包括《相聚一刻》、《亂馬½》、《超級麻雀》等等都由STUDIO DEEN承包。最後，《福星小子》接近完結的集數、動畫電影《銀河英雄傳說》、《YAWARA！》則是MADHOUSE負責的。而高橋留美子原作漫畫改編動畫能長年一直在富士電視台播出，是因為Kitty film動畫部門的負責人落合茂一在龍之子製作公司（以下簡稱龍之子）擔任企劃文藝部時期與富士電視台有很深的關係。
除了發包給Studio Pierrot、STUDIO DEEN、MADHOUSE這3家動畫公司之外，以前是龍之子所屬的製作人宮田知行（現在是動畫公司J.C.STAFF的社長）和演出家西久保瑞穗還另外為Kitty film成立位於東京都三鷹市的動畫工作室。所以1983年播出由安達充原作漫畫《美雪、美雪》改編的動畫是由三鷹工作室負責製作的。在那之後，三鷹工作室承包了《街角的童話》和《銀河英雄傳說》這2部的OVA製作。1988年，《銀河英雄傳說》第1期OVA發行之後，第1期就有26集，全系列加起來總共有110集，由製作人田原正利打破了當時OVA集數限制的規則，並以郵購的方式進行促銷而引發了話題。
1987年5月，《福星小子》電視動畫系列發行全50枚的LD套組，價格是33萬日圓，結果在上市之後不久就被銷售一空，此事在一時之間引發話題。後來，LD-BOX、DVD-BOX的販售形式因為普及化，而被外界公認為先驅，同時還被認為是將影像作品進行2次使用的成功範例。
1989年，Kitty film與Cinema Haut、新世紀製片（New Century Producers）、Méliès、Premier International、Director's Company等等中型企業、以及Production Promotion公司多家一起成立新的電影發行公司Argo Project。從此以後，Kitty film將電影作品的發行權從東寶轉交由Argo Project負責。
1992年，電視動畫《YAWARA！》、《亂馬½》播出期間，公司內部陸續傳出和多賀有關的負面消息，消息傳開之後，曾經和Kitty film有往來關係的公司陸繼退出Kitty集團，之後多賀辭去Kitty film代表，由實寫部門的製作人伊地智接任。同年4月，製作人落合茂一離開Argo Project（後來落合參加PAOHOUSE的成立活動，即現在的動畫公司株式會社MADHOUSE）。另一方面，曾經代替落合擔任《相聚一刻》、《亂馬½》的製作人松下洋子移籍至日本AD SYSTEMS，並在1995年與中川順平、伊地智及田原等人一起成立株式會社K Factory，最後，Kitty film的所有主力製作團隊已經離開該公司。
1990年代末期，Kitty film全面停止動畫的製作，同時從動畫市場撤離。

### 2000年代之後和現在的Kitty film
2007年3月17日，Kitty film被以前曾經幫助Magic Mail和ASTEL東京這2家電信業者負責IT風險進行管理的公司、株式會社YOZAN收購了50%以上的議決權。同年4月9日，Kitty film宣布完全子公司化，同時改名為Kitty lights & entertainment。另一方面，與Kitty film同一時期被YOZAN收購的雜誌出版社飛鳥新社，制定了一項計劃以賺取收入作為將來的主要業務內容。由於Kitty Light＆Entertainment成為上市公司的子公司，因此Kitty Lights的業務內容在YOZAN的業務報告中被提及。
可是在同年11月，YOZAN進行包括內容部門在內的整個事業部門虧損記錄的過帳之後，發現Kitty lights以前拖欠的表外負債公司稅可能會要由YOZAN承擔，而在YOZAN的財務業績公告中出現困難。基於以上這些原因，加上次年2008年5月20日因YOZAN面臨經營狀況惡化而進行事業重組之下，將Kitty Lights的所有股權賣給Kitty集團的前代表多賀。從今以後，Kitty Lights正式從YOZAN集團脫離，其經營權又再度回到多賀手上。

## 作品列表

### 真人

#### 電影
- 接近無限透明的藍（日语：限りなく透明に近いブルー）（1979年，Kitty film成立週年紀念的首部作品）
- 凡爾賽玫瑰（1979年，與日本電視台、東寶共同製作）
- （1979年）
- 盜日者（日语：太陽を盗んだ男）（1979年）
- 飛翔的情侶（日语：翔んだカップル#映画版）（1980年）
- 水手服與機關槍 (1981年版)（1981年，與角川春樹事務所共同製作）
- P. P. Rider（日语：ションベン・ライダー）（1983年）
- 美雪、美雪（1983年，與東寶共同製作）
- 別擔心，我的朋友（日语：だいじょうぶマイ・フレンド）（1983年）
- 普魯士藍的肖像（日语：プルシアンブルーの肖像）（1986年）
- A Homansu（日语：ア・ホーマンス）（1986年，與東映共同製作）
- 相聚一刻（1986年，與東映共同製作）
- 蟑螂們的黃昏（1987年，真人與動畫合成作品，動畫由MADHOUSE製作）
- 搏命擒賊（日语：行き止まりの挽歌）（1988年，與日活共同製作）
- 茱麗葉遊戲（日语：ジュリエット・ゲーム）（1989年，與日本HERALD映畫（日语：角川ヘラルド・ピクチャーズ）共同製作）
- 更危險刑警（1989年，與東映、日本電視台、Central Arts（日语：セントラル・アーツ）共同製作）
- 鐵迷宮 Iron Maze（日语：アイアン・メイズ/ピッツバーグの幻想）（1991年）－日美跨國合作電影。
- 四姊妹物語（1995年）
- 幽默曲 ～倒逆之蝶～（2006年）

#### 電視劇
- 職業獵人（日语：プロハンター）（1981年，製作協力，出演演員：草刈正雄、藤龍也、小川真由美、柴田恭兵（日语：柴田恭兵）、名取裕子（日语：名取裕子）、小林稔侍（日语：小林稔侍））
- 更危險刑警（1988年，製作協力，出演演員：舘廣（日语：舘ひろし）、柴田恭兵、淺野溫子、仲村亨、中條靜夫（日语：中条静夫））
- 那傢伙很麻煩（日语：あいつがトラブル）（1989年，製作，出演演員：萩原健一、南野陽子、織田裕二、宍戶開（日语：宍戸開））
- 惡女（1992年，出演演員：石田光、布施博（日语：布施博）、渡邊滿里奈、永瀨正敏、鶴田真由（日语：鶴田真由）、岸部一德、倍賞美津子）

#### 電視廣告
- 百琪四姊妹物語（1993年－1995年播出，江崎固力果的廣告短片。原案：赤川次郎，演員：清水美砂、牧瀨里穗、中江有里、今村雅美、長塚京三）

### 動畫

#### 電視動畫
- 福星小子（1981年－1986年，動畫實質製作由Studio Pierrot→STUDIO DEEN負責）
- 美雪、美雪（1983年－1984年）
- 相聚一刻 （1986年－1988年，動畫實質製作由STUDIO DEEN負責）
- 極速悍將（日语：F (漫画)）（1988年－1989年，動畫實質製作由STUDIO DEEN負責）
- 亂馬½（1989年－1992年，動畫實質製作由STUDIO DEEN負責）
- YAWARA！（1989年－1992年，動畫實質製作由MADHOUSE負責）
- EASY COOKING ANIMATION 輕鬆烹飪（日语：セイシュンの食卓）（1989年－1990年，動畫實質製作由MADHOUSE負責）
- 敵人是海賊 ～貓咪們的饗宴～（日语：敵は海賊〜猫たちの饗宴〜）（1990年，動畫實質製作由MADHOUSE負責）
- 超級麻雀（日语：スーパーヅガン）（1992年－1993年，動畫實質製作由STUDIO DEEN負責）
- 去吧！稻中桌球社（1995年，與Horipro共同製作，動畫原本是由Grouper Production（日语：グルーパープロダクション）製作，但實質上是由雲雀工作室負責）
- 鬼神童子ZENKI（1995年，製作局於播出途中換成K Factory（日语：K Factory），動畫實質製作由STUDIO DEEN負責）
- 深海人魚傳說（日语：深海伝説MEREMANOID）（1997年－1998年，與TRIANGLE STAFF共同製作）
- ef - a tale of melodies.（2008年，以「ef2」製作委員會參與，動畫實質製作由SHAFT負責）

#### OVA
- 福星小子
  - 福星小子 了子的九月茶會（1985年）
  - 福星小子 我是小終（1985年）
  - 福星小子 夢想製造者因幡登場！拉姆的未來會是!?（日语：うる星やつら 夢の仕掛人 因幡くん登場! ラムの未来はどうなるっちゃ!?）（1987年）
  - 福星小子 生氣吧！冰砂（1988年）
  - 福星小子 小渚的婚約對象（1988年）
  - 福星小子 電力裝置園丁（1989年）
  - 福星小子 對月亮吼叫（1989年）
  - 福星小子 與山羊笑一個（1989年）
  - 福星小子 捉住那顆心（1989年）
  - 福星小子 少女麻疹的恐怖（1991年）
  - 福星小子 與靈魂約會（1991年）
- 亂馬½
  - 亂馬½ 珊璞暴變！反轉寶珠惹的禍（1993年）
  - 亂馬½ 天道家混亂的聖誕節（1993年）
  - 亂馬½ 小茜VS亂馬 媽媽的味道由我守護！（1994年）
  - 亂馬½ 校園吹起風暴！身材劇變的雛子老師（1994年）
  - 亂馬½ 道場繼承者（前篇）（1994年)
  - 亂馬½ 道場繼承者（後篇）（1994年）
  - 亂馬½ 天道家之無人招待的傢伙！（1994年）
  - 亂馬½ SPECIAL 甦醒的記憶（上卷）（1994年）
  - 亂馬½ SPECIAL 甦醒的記憶（下卷）（1995年）
  - 亂馬½ SUPER 破戀洞的詛咒！吾愛永存（1995年）
  - 亂馬½ SUPER 邪惡的鬼（1995年）
  - 亂馬½ SUPER 兩個小茜「亂馬，看著我！」（1996年）
- 街角的童話（日语：街角のメルヘン）（1984年）
- 輕井澤症候群（日语：軽井沢シンドローム）（1985年）
- 貓咪也瘋狂（1985年－1988年）
- 銀河英雄傳說（1988年－2000年）
- 八神君的家庭事情（日语：八神くんの家庭の事情）（1990年，動畫實質製作由I.G龍之子（今Production I.G）負責）
- 創龍傳（1991年－1993年）
- 櫻通信（1997年，動畫實質製作由SHAFT負責）
- 倒凶十將傳（日语：倒凶十将伝）（1999年－2002年，動畫實質製作由ZEXCS→TPO負責）

#### 電影動畫
- 福星小子
  - 福星小子：愛星球之戀（日语：うる星やつら オンリー・ユー）（1983年首映，動畫實質製作由Studio Pierrot負責）
  - 福星小子2：綺麗夢中人（1984年首映，動畫實質製作由Studio Pierrot負責）
  - 福星小子3：情侶樂天派（日语：うる星やつら3 リメンバー・マイ・ラブ）（1985年首映，動畫實質製作由STUDIO DEEN負責）
  - 福星小子4：鬼姬傳說（日语：うる星やつら4 ラム•ザ•フォーエバー）（1986年首映，動畫實質製作由STUDIO DEEN負責）
  - 福星小子 完結篇（日语：うる星やつら 完結篇）（1988年首映，動畫實質製作由Magic Bus負責，並與《相聚一刻 完結篇》同時上映）
  - 福星小子：聖水奇緣（日语：うる星やつら いつだってマイ・ダーリン）（1991年首映，動畫實質製作由MADHOUSE負責）
- 相聚一刻 完結篇 （1988年，動畫實質製作由亞細亞堂負責，並與《福星小子 完結篇》同時上映）
- 亂馬½
  - 亂馬½：中國寢崑崙大決戰！規則無視的激鬥篇!!（日语：らんま1/2 中国寝崑崙大決戦! 掟やぶりの激闘篇!!）（1991年）
  - 亂馬½：決戰桃幻鄉！奪回新娘子!!（日语：らんま1/2 決戦桃幻郷! 花嫁を奪りもどせ!!）（1992年)
  - 亂馬½：超無差別決戰！亂馬隊VS傳說的鳳凰（日语：らんま1/2 超無差別決戦! 乱馬チームVS伝説の鳳凰）（1994年）
- YAWARA！ 上吧！懦怯的孩子們！（1992年）
- 還有第11人！（日语：11人いる!）（1986年，動畫實質製作由Magic Bus製作）
- 打開門扉（日语：扉を開けて (小説)#アニメ映画）（1986年，動畫實質製作由Magic Bus負責）
- Loups-Garous（2010年，動畫實質製作由Production I.G負責）

#### 電視動畫特輯
- （1996年7月，於金曜ROAD SHOW（日语：金曜ロードショー）時段首播。動畫實質製作由MADHOUSE負責）

### 出版

#### 繪本
- --（2010年）

## 舞台
企劃、製作
- SOHJI！（2008年，出演演員：石井正則（螞蟻向蚱蜢（日语：アリtoキリギリス））、柳浩太郎、大林素子、水谷百輔（日语：水谷百輔）、山崎直樹（日语：山崎直樹）、小野剛民、高杉瑞穗（日语：高杉瑞穂））
- Dream of Passion（2008年，YOKO NARAHASHI×SHOW-GO produce，THEATER/TOPS提攜公演，演出：奈良橋陽子）
- 夢象成真（日语：夢をかなえるゾウ）（2008年，劇作、劇本、演出：奈良橋陽子）

## 主要所屬藝人、聲優、歌手
- SCANDAL
- 近江知永
- 橘實里
- 中村誠治郎
- 根本正勝
- 玉城裕規
- 加藤一華
- 羽山誓
- bable
- kevin
- KANIKAPILA（日语：KANIKAPILA）
- 平林龍

## 過往所屬藝人、歌手
- 永瀨正敏
- （現任SIS company（日语：シス・カンパニー）代表董事）
- 石原真理（日语：石原真理）（舊藝名真理子）
- 村上弘明（日语：村上弘明）（曾經歷過Office佐佐木，現為Oscar Promotion所屬）
- 伊原剛志（日语：伊原剛志）（現已移籍K DASH（日语：ケイダッシュ））
- 東幹久（日语：東幹久）（現已全面轉向從事株式會社Portreve （页面存档备份，存于）的業務）
- 島野聰（曾幫MISIA等多位歌手負責歌曲企劃製作）
- Monday滿chiru（日语：Monday満ちる）
- bird（日语：bird (日本の歌手)）
- 原江梨子（日语：原めぐみ）（現藝名：原惠美／日语：）
- （綜合格鬥家、職業摔角選手）
- 中津五貴
- 加藤貴大（日语：加藤貴大）
- 葉山愛次（羽山誓）
- Eckko
- 小休曉
- 鈴木輝美
- SNoW（日语：SNoW）（動畫《地獄少女》片頭曲「請給我逆蝶（日语：逆さまの蝶）」主唱者）
- 谷口智
- 中村優規
- 樋口泰世
- 堀田由理子
- cossami（日语：cossami）
- 踊場
- 加藤一華（日语：加藤一華）
- 荒浪和沙（配音員）
- 川隅美慎（日语：川隅美慎）（現已移籍至Cast Corporation（日语：キャストコーポレーション）)

## 以前存在的相關公司
- Kitty video
- Kitty enterprise（Kitty唱片部門。2000年代被MME吸收後改名成Kitty MME，現在是環球音樂的環球J或者是環球Sigma的唱片公司。）
- Kitty artist（演藝事務所、音樂出版部門。原本是Kitty enterprise的子企業後被吸收Kitty MME）
- （JNW）
- Record Plant

## 腳註

## 相關項目
- 演藝製作公司「PAPADO（日语：パパドゥ）」（1982年成立，由Kitty film經理出身的山田美千代成立）
- 演藝製作公司「SIS company（日语：シス・カンパニー）」（1989年成立，現代表北村明子曾是Kitty film所屬的演員）
- 演藝製作公司「K Factory（日语：ケイファクトリー）」（1995年成立，由曾任Kitty film第2代董事的伊地智啓成立）
- Central Arts（日语：セントラル・アーツ）（Kitty film前董事伊地智啓曾參加該公司的成立活動）
- 劇團大眾小說家（日语：劇団たいしゅう小説家）
- 劇團東京High-beam（日语：劇団東京ハイビーム）（現為Kitty film所屬聲優近江知永參加舞台活動所屬的劇團）

## 外部連結
- 株式會社Kitty GROUP公式官網 （页面存档备份，存于） （日語）
- Kitty lights & entertainment （日語）
- 有限公司TPO （页面存档备份，存于） （日語）：前製作人田原正利（正聖）代表的製作公司。並有關於在《銀河英雄傳說》動畫製作期間聊到逸事的時候Kiffy film被介紹的頁面。
- （日語）－Kitty集團前宣傳部長的個人網站。「Speakeasy Archive」→「音樂旅日記」的單元中對Kitty film的回憶。